# Steinbruch Sorpetal

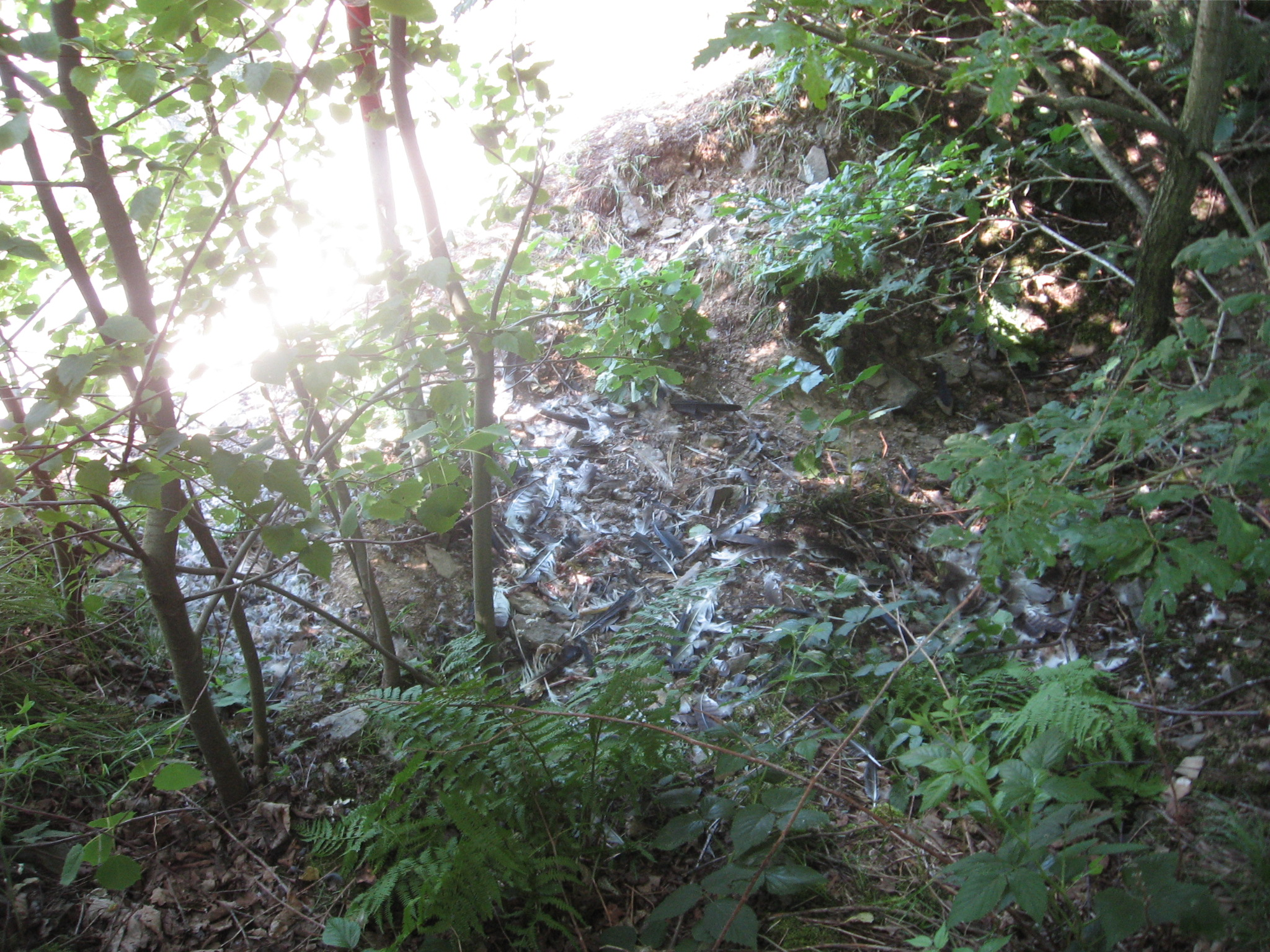
Uhubrutplatz, nachdem die beiden Junguhus bereits den Brutplatz verlassen haben

Der Steinbruch Sorpetal, auch Steinbruch Allendorf genannt, befindet sich an der L 687 zwischen Allendorf und Hagen (Sundern) im Stadtgebiet von Sundern im Hochsauerlandkreis. Der Abbau  von Grauwacke im Steinbruch der Steinbruch Sorpetal GmbH wurde eingestellt. Der Steinbruch wird nur noch verfüllt. Nördlich und östlich grenzen das Landschaftsschutzgebiet Sundern und westlich und südlich das Landschaftsschutzgebiet Sorpetal einschließlich eines östlichen Seitensiepens an. 2003 wurde die Erweiterung des Steinbruch Richtung Süden beantragt. 2005 bekam der Betrieb die Genehmigung, den Steinbruch nach Süden zu erweitern. Bei der Erweiterung nach Süden stellte sich heraus, dass sich im südlichen Bereich kein abbaubares Gestein befindet.
Im August 2008 schenkten Hagener Bürger Allendorf einen 3,3 Tonnen schweren Grauwacke-Stein aus dem Steinbruch Sorpetal mit einer Bronzeplatte mit der Inschrift „Kein Weg ist zu weit mit einem Freund an der Seite“ anlässlich von Allendorfs Stadtjubiläum.

## Mineralien
Bei Mindat sind bisher folgende Mineralfunde dokumentiert (Stand 2025): Aragonit, Calcit, Chalkopyrit, Dolomit, Goethit, Limonit und Pyrit.